# Hidravlično drobljenje
Hidravlično drobljenje (tudi fracturing in fracking) je drobljenje kamnine s pomočjo hidravlične tekočine pod zelo visokim tlakom. Vodo se zmeša s peskom in kemikalijami in vbrizga pod visokim pritiskom v vrtino. S tem nastanejo majhne razpoke (po navadi manj kot 1 mm), skozi katere lahko teče zemeljski plin, nafta, in druge snovi (tudi uranova ruda, če uporabimo solucijo). Ko umaknemo hidravlični pritisk, majhni drobci (ang. proppant) iz peska ali aluminijega oksida vzdržujejo razpoke odprte. Ta tehnika se uporablja za ekstrakcijo ujetega zemeljskega plina, plina iz skrilavca (ang. shale gas), in ki se nahaja v plasteh premoga (ang. coal seam gas).. Sprva so uporabljali fracking samo enkrat za vrtino, pozneje ko se je začela proizvodnja zmanjševati so začeli znova.
Prve eksperimente z drobljenjem so začeli že leta 1947 in komercialno dve leti pozenje 1949. George P. Mitchell velja za očeta frackinga, saj je uspešno drobil skrilavec v 1990. letih. Hidravlično drobljenje ustvarja približno 2,5 milijona delovnih mest na naftnih in plinskih vrtinah. Načrtovana je uporaba drobljenja za ektrakcijo uranove rude.
Podporniki drobljenja trdijo, da lahko s tehniko pridobimo prej nedostopne velikanske količine ogljikovodikov (fosilnih goriv). Nasprotniki pa trdijo, da povzroča onesnaževanje vode, kvalitete zraka, izpuščanje nevarnih kemikalij in naj bi celo povzročalo potrese.